# Communauté de communes d'Orival
La communauté de communes d'Orival est une ancienne communauté de communes française, située dans le département du Calvados.

## Historique
La communauté de communes est créée le 27 décembre 1993, regroupant les communes d'Amblie, Bény-sur-Mer, Fontaine-Henry et Reviers, sous le nom de communauté de communes ABFR (initiales des quatre communes). Elles sont rejointes en janvier 2002 par Colombiers-sur-Seulles, Coulombs, Creully, Cully, Lantheuil, Martragny, Rucqueville, Saint-Gabriel-Brécy, Thaon, Tierceville et Villiers-le-Sec. La communauté ainsi constituée prend le nom de communauté de communes d'Orival.
Le 1er janvier 2017, elle fusionne avec les communautés de communes de Bessin, Seulles et Mer et du Val de Seulles pour former la communauté de communes Seulles Terre et Mer à laquelle sont adjointes les communes d'Hottot-les-Bagues et de Lingèvres. La commune de Reviers intègre la communauté de communes Cœur de Nacre et celle de Thaon la communauté urbaine Caen la Mer à la même date.

## Composition
Elle était composée de quinze communes :
| Nom                    | Code Insee | Gentilé          | Superficie (km2) | Population (dernière pop. légale) | Densité (hab./km2) |
| ---------------------- | ---------- | ---------------- | ---------------- | --------------------------------- | ------------------ |
| Reviers (siège)        | 14535      | Revitais         | 4,38             | 585 (2014)                        | 134                |
| Amblie                 | 14008      | Ambliais         | 5,82             | 274 (2018)                        | 47                 |
| Bény-sur-Mer           | 14062      | Bénitiens        | 6,65             | 439 (2014)                        | 66                 |
| Colombiers-sur-Seulles | 14169      |                  | 3,29             | 169 (2014)                        | 51                 |
| Coulombs               | 14186      | Coulonnais       | 4,43             | 459 (2018)                        | 104                |
| Creully                | 14200      | Creullois        | 8,56             | 1 586 (2018)                      | 185                |
| Cully                  | 14212      | Cullysiens       | 6,55             | 157 (2018)                        | 24                 |
| Fontaine-Henry         | 14275      | Fontenois        | 5,81             | 483 (2014)                        | 83                 |
| Lantheuil              | 14355      | Lantheuillais    | 4,42             | 747 (2018)                        | 169                |
| Martragny              | 14406      |                  | 3,69             | 361 (2018)                        | 98                 |
| Rucqueville            | 14548      | Rucquevillais    | 2,63             | 166 (2018)                        | 63                 |
| Saint-Gabriel-Brécy    | 14577      | Saint-Gabriélois | 7,44             | 380 (2018)                        | 51                 |
| Thaon                  | 14685      | Thaonnais        | 8,30             | 1 431 (2014)                      | 172                |
| Tierceville            | 14690      | Tiercevillais    | 2,62             | 157 (2018)                        | 60                 |
| Villiers-le-Sec        | 14757      | Sicovillarois    | 2,71             | 303 (2018)                        | 112                |

## Compétences
- Aménagement de l'espace
  - Schéma de cohérence territoriale (SCOT) (à titre obligatoire)
  - Schéma de secteur (à titre obligatoire)
- Développement et aménagement économique
  - Action de développement économique (Soutien des activités industrielles, commerciales ou de l'emploi, soutien des activités agricoles et forestières...) (à titre obligatoire)
  - Création, aménagement, entretien et gestion de zone d'activités industrielle, commerciale, tertiaire, artisanale ou touristique (à titre obligatoire)
  - Tourisme (à titre obligatoire)
- Développement et aménagement social et culturel
  - Activités culturelles ou socioculturelles (à titre facultatif)
  - Activités périscolaires (à titre facultatif)
  - Activités sportives (à titre facultatif)
  - Construction ou aménagement, entretien, gestion d'équipements ou d'établissements culturels, socioculturels, socioéducatifs, sportifs (à titre optionnel)
  - Établissements scolaires (à titre optionnel)
  - Transport scolaire (à titre facultatif)
- Environnement
  - Collecte et traitement des déchets des ménages et déchets assimilés (à titre optionnel)
  - Protection et mise en valeur de l'environnement (à titre optionnel)
- Voirie - Création, aménagement, entretien de la voirie (à titre optionnel)

## Administration
| Période      | Période       | Identité            | Étiquette | Qualité                 |
| ------------ | ------------- | ------------------- | --------- | ----------------------- |
| janvier 1994 | avril 2008    | Jean-Claude Leclère |           | Maire de Fontaine-Henry |
| avril 2008   | avril 2014    | Jean-Pierre Lavisse | DVG       | Maire d'Amblie          |
| avril 2014   | décembre 2016 | Philippe Caillère   | SE        | Maire de Fontaine-Henry |